# Scott City, Kansas
Scott City är administrativ huvudort i Scott County i Kansas. Enligt 2020 års folkräkning hade Scott City 4 113 invånare.